# 태선 (가수)
태선(杨泰善)(본명:양태선, 2000년 9월 17일)은 대한민국의 가수이자 대한민국의 보이그룹 언네임 멤버이다., 과거대한민국의 보이 그룹 티알씨엔지의 리더를 맡았었다., 과거 대한민국의 제이티비씨 케이팝 오디션프로그램이었던 피크타임에 참가자로 출연했으나 서바이벌 라운드에서 탈락 했다., 과거 대한민국의 엠비씨티비, 펑키스튜디오, 네이버 제작한 케이팝 포켓돌 스튜디오 오디션프로그램이었던 소년판타지 - 방과후 설렘 시즌2에 참가자로 출연했으나 파이널라운드에서 14위로 탈락 했다.
소속사 측으로부터 상당한 가혹행위를 당했고 TS엔터테인먼트와 전속계약 해지 통보후 탈퇴했다. 
2022년 7월 가우글로벌에이전시(GGA)와 전속계약을 맺었었다.

## 학력
- 서울대학교사범대학부설중학교 (졸업)
- 한림연예예술고등학교
- 서울공연예술고등학교

## 음반 활동
TRCNG
- 《NEW GENERATION》 (2017년)
- 《WHO AM I》 (2018년)
- 《RISING》 (2019년)